# René-Marc Bini
Pour les articles homonymes, voir Bini.
René-Marc Bini, né en 1967 à Paris, est un compositeur français de musique de film.
Compositeur de nombreuses musiques de films et de séries TV, il a aussi créé plusieurs groupes, dans un brassage incessant d'instruments et de cultures. 
Pianiste de formation, il est aussi guitariste et chanteur (sous le pseudonyme de Quichotte).
Navigateur, la plupart du temps en voilier, il a visité tous les ports de la Méditerranée, Trinidad, le Cap Vert, le Sénégal, Cuba, le Chili, Sainte Lucie, Djibouti…

## Filmographie sélective
- 1991 : Robinson et compagnie (animation) de Jacques Colombat
- 1992 : Les Nuits fauves de Cyril Collard
- 1994 : Grande petite de Sophie Fillières
- 1994 : Grosse fatigue de Michel Blanc
- 1996 : Les Caprices d'un fleuve de Bernard Giraudeau
- 1998 : Cuisine américaine de Jean-Yves Pitoun
- 1998 : Alger-Beyrouth. Pour mémoire de Merzak Allouache
- 2001 : Liberté-Oléron de Bruno Podalydès
- 2002 : Frontières de Mostefa Djadjam
- 2005 : Paris-Dakar (court-métrage) de Caroline Jules
- 2006 : Ils de David Moreau et Xavier Palud
- 2006 : Si le vent soulève les sables de Marion Hänsel
- 2007 : Tamanrasset de Merzak Allouache
- 2009 : Louis XV, le Soleil noir (docu-fiction) de Thierry Binisti
- 2010 : Noir océan de Marion Hänsel
- 2011 : Le Collier du Makoko de Henri-Joseph Koumba Bididi
- 2011 : Louis XVI l'homme qui ne voulait pas être Roi (docu-fiction) de Thierry Binisti
- 2012 : Le Désert de l'amour de Jean-Daniel Verhaeghe (TV)
- 2012 : ALF de Jérôme Lescure
- 2013 : La Tendresse de Marion Hänsel
- 2014 : La Nuit des éléphants (documentaire) de Thierry Machado
- 2017 : Influence, court métrage de Aymeric Perez (LAP Road/AP Production)
- 2018 : Traffic, court métrage de Aymeric Perez (LAP Road/AP Production)
- 2018 : Survie, court métrage de Aymeric Perez (LAP Road/AP Production)
- 2019 : Les Révoltés de Michel Andrieu et Jacques Kebadian
- 2021 : Six Jours à Barcelone, de Neus Ballús

## Séries télévisées
- 1998 - 2003 : Crimes en série de Victor Mayence, Pierre Ponce, Patrick Dewolf
- 2005 : Trois femmes flics de Philippe Triboit
- 2003 - 2007 : Le Tuteur de Pierre Grimblat
- 2007 : Sécurité Intérieure de Patrick Grandperret
- 2009 - 2012 : Un flic de Patrick Dewolf et Clémentine Dabadie
- 2007 - 2013 : Enquêtes réservées de Patrick Dewolf et Clémentine Dabadie